# 長臂鯿
長臂鯿（學名：Ballerus ballerus）為輻鰭魚綱鯉形目雅羅魚科長臂鯿屬的其中一種，分布於歐洲分布於瑞典北部、芬蘭北緯62度以北的波羅的海沿岸的大型低地河流、威悉河和易北河、頓河、伏爾加河、烏拉爾河、黑海、亞速海、裏海沿岸淡水、半鹹水流域，體長可達40公分，棲息在河川、湖泊表層水域，以浮游生物為食，它在春天溯河產卵，雌魚將卵產在沿岸水草叢或礫石上，而雄性通常會保衛產卵區，可做為食用魚。

## 扩展阅读
維基物種上的相關：長臂鯿